# Viking Press
Viking Press és una editorial estatunidenca actualment en mans de Penguin Books. Va ser fundada a la ciutat de Nova York l'1 de març de 1931 per Harold K. Guinzburg i George S. Oppenheim. El nom comercial i el logo - vaixell viking dibuixat per Rockwell Kent — volien aconseguir evocar les idees d'exploració i iniciativa que implicava la paraula «Viking».